# Suicide Slum
Suicide Slum (soprannome di Southside) è un noto quartiere immaginario presente nelle pubblicazioni della DC Comics. L'area fu introdotta per la prima volta come sfondo per le avventure della Newsboy Legion, e comparve come un quartiere di bassifondi di New York City. Successivamente fu dichiarata parte della città di Superman, Metropolis, quando ci fu la reintroduzione della Newsboy Legion. Nella continuità post-Crisi Suicide Slum è anche nota come Il Progetto Simon.

## Storia del quartiere
Southside, anche nota come Il Progetto Simon (nella continuità post-Crisi), al secolo Suicide Slum, fu numerose volte il campo di numerosi supereroi, inclusi il Guardiano (che proteggeva la Newsboy Legion) e Black Lightning. Fu creata sulla base del quartiere di New York noto come Lower East Side, in cui crebbe Jack Kirby. Nei fumetti il vero nome del distretto è Hobb's Bay, e ci si riferì ad esso con questo nome nella continuità alternativa della serie televisiva Lois & Clark - Le nuove avventure di Superman.
Suicide Slum è anche il sito dell'Ace O'Clubs, un bar di proprietà del personaggio di supporto nei fumetti di Superman, Bibbo Bibbowsky. La personificazione umana del Nuovo Dio Black Racer visse, paralizzato, in un ospedale di Suicide Slum. E fu anche il luogo in cui fu assassinato. Lo Slum fu anche il luogo in cui il criminale chiamato Sleez operò per qualche tempo, finché non fu ucciso. Fu anche la casa d'infanzia di Jose Delgado (il maestro di scuola diventato il vigilante Gangbuster) e di Jefferson Pierce (il supereroe noto come Black Lightning).
In una storia auto conclusiva, "They Call It Suicide Slum", presente in Superman vol. 2 n. 121, scritto e illustrato da Dan Jurgens, il tema centrale è contro i crimini urbani e la violenza creata dalle armi piuttosto che incentrata sulle azioni dei supereroi. Superman ebbe un ruolo marginale in questa storia, dove fu presente più che altro come Clark Kent e ci si basò prevalentemente sulla storia che stava scrivendo circa "Il Progetto Simon" per il Daily Planet. Noto come "Southside" e "Suicide Slum", l'area si crede ben oltre la possibilità di essere aiutata, persino da Superman. Quando una bambina, Lateesha Johnson, divenne testimone dell'assassinio immotivato di alcuni ragazzini che giocavano a basket da parte di una gang di strada, venne presa di mira. I criminali pensavano che avrebbe potuto dire alla polizia cosa aveva visto.
Clark Kent seppe che i residenti del quartiere credevano che a Superman non importasse. Come Superman, visitò ogni singolo criminale e distrusse ogni singola arma, sperando così di aiutare Lateesha.
Tuttavia, un trafficante d'armi senza nome, che lavorava per "Mr. L", fornì numerose armi non denunciate ai criminali del quartiere. Lateesha venne ferita, e Clark, non curandosi di mantenere il proprio segreto (tuttavia, non rivelandolo in quanto nessuno si rese conto dell'utilizzo dei suoi poteri durante il caos risultante dall'attacco) giunse per aiutarla. Avvertì la paura incontrollabile, l'impotenza e l'indignazione dei cittadini...come Clark Kent il suo articolo ottenne sufficiente attenzione così che la famiglia di Lateesha riuscì a trasferirsi e molti agenti furono inviati a pattugliare il Progetto. E lo stesso Superman pattugliò la sua parte di area.
Successivamente, il supereroe Acciaio, alias John Henry Irons, stabilì la sua base operativa in quest'area, in un vecchio magazzino.

### Città del domani
Quando Brainiac-13 trasformò Metropolis in una "città del domani", Southside divenne un sito di vasti motori e condotti incontrollati. L'area portuale fu perduta in un'enorme diga idroelettrica, creando un picco che divenne poi un popolare punto di suicidio. John Henry Irons aiutò CAELOSS (Citizen's Army for the Economic Liberation of Suicide Slum, cioè L'Armata di Cittadini per la liberazione economica di Suicide Slum) ad assicurare ai residenti che non sarebbero stati del tutto "de-franchisezati" dalla "nuova" Metropolis. Come il resto della città, da quel periodo in poi, lo Slum ripristinò il suo vecchio aspetto.
L'area fu caratterizzata visibilmente durante una battaglia distruttiva tra Superman e il criminale Ruin. Fu anche una proprietà acquisibile nel gioco da tavolo di questo universo chiamato "Metropoly".

### Le radici di Luthor
Secondo la continuità corrente post-Crisi (1986-2004), Lex Luthor crebbe a Southside, insieme a Perry White; riuscì ad andarsene dal quartiere e mise su la sua prima compagnia con l'assicurazione ricevuta in seguito alla morte accidentale apparente dei suoi genitori, orchestrata da lui. Nella continuità pre-Crisi, invece, Lex crebbe a Smallville, al fianco di Clark Kent, e successivamente nuove retcons (in Birthright e cambiamenti successivi in post-Action Comics n. 850) reintrodussero nuove variazioni delle origini a Smallville al fine di adattarle al Luthor moderno, grosso modo per creare una similarità con la serie televisiva omonima.

## In altri media

### Televisione
- Nella serie televisiva Smallville, Lionel Luthor crebbe a Suicide Slum e lì fu amico del futuro lord del crimine Morgan Edge. Clark Kent visitò il quartiere numerose volte, prima durante l'episodio "Arriva Flash", dove dovette rintracciare un recinto che minacciava di uccidere Bart Allen, poi nell'episodio "Vendetta" dove lui e un altro vigilante mascherato stavano cercando lo stesso criminale; e infine nell'episodio "Il sosia", dove un Brainiac fortemente indebolito si nasconde nel distretto sotto l'identità di un senzatetto finché non riceve la visita di Bizzarro (che gli chiede aiuto contro il ritorno di Clark Kent).

### Videogiochi
- Suicide Slum è presente nel videogioco DC Universe Online. L'Ace O'Clubs, Metropolis Shipyards e l'Acciaieria si trovano lì e possono essere visitate dai giocatori. È da quelle parti che Circe prende il controllo mentale di Aquaman perché guidi l'armata Atlantidea in un attacco a Metropolis.